# CCGS Des Groseilliers
CCGS Des Groseilliers je kanadski ledolomilec.
Ledolomilec se je odeležil številnih raziskovalnih potovanj. Kot del nekega raziskovalnega projekta so ga pustili, da je zmrznil in je postal center raziskovalnih dejavnosti.